# شکوه زندگی
شکوه زندگی فیلمی به کارگردانی حسن محمدزاده و نویسندگی کیومرث پوراحمد محصول سال ۱۳۶۶ است.

## بازیگران
- پروانه معصومی
- مناف ایران‌پناه
- محمدقاسم ذوالقدر
- جیران شریف
- ژاله گرامفر
- خسرو دستگیر
- احمد مظلومی
- مهری مهرنیا
- نگار انصاری
- لعیا شهراد
- الهام بنفشه‌چین
- مجتبی صفری‌نیا
- لعیا صمدیان
- سارا شیری